# コールド・スプリング・ハーバー研究所
コールド・スプリング・ハーバー研究所（Cold Spring Harbor Laboratory [CSHL]）は、がん、神経科学、植物学、ゲノミクス、定量生物学に焦点を当てた研究を推進する、私立の非営利研究機関である。ニューヨーク州ローレル・ホロー（ナッソー郡、ロングアイランド）に位置する。
本研究所は、アメリカ国立がん研究所（National Cancer Institute [NCI]）のがんセンタープログラムにより支援されている68の機関のひとつであり、1987年から NCI 指定がんセンターの認定を受けている。CSHLは、分子遺伝学および分子生物学の発展において中心的な役割を果たしてきた研究機関の一つである。
同研究所には、ノーベル生理学・医学賞を受賞した8人の科学者が所属していた。トムソン・ロイターによると、分子生物学および遺伝学分野における基礎研究機関の中で世界第1位にランクされている。また、『ネイチャー』誌からも世界の研究成果ランキング1位と評価されている。
1890年の創設以来、ロングアイランド北岸にあるキャンパスは生物学教育の中心地でもある。現在の教育プログラムは、プロの科学者、生物学の博士課程学生、K–12 教育（小中高校）における生物の教員、小学生から高校生までの生徒を対象としている。過去10年間で、ミーティングおよびコースには81,000人以上の科学者と学生が本キャンパスを訪れており、このため多くの科学者は「生命科学の交差点」と呼んでいる。 
2009年からは、中国・蘇州工業園区との提携により Cold Spring Harbor Asia を設立し、毎年約3,000人の科学者が会議やコースに参加している。コールド・スプリング・ハーバー研究所生物科学大学院（Cold Spring Harbor Laboratory School of Biological Sciences）は1999年に設立された。
2015年、近隣のノースウェル・ヘルス（Northwell Health）と戦略的提携を発表し、がん治療法研究の推進、レイク・サクセス（Lake Success）に新たな臨床がん研究ユニットの設立、腫瘍学分野での臨床医・研究者の育成を目的としている。
また、生命科学分野のプレプリントサーバー「bioRxiv」のホスト機関でもある。

## 研究プログラム
CSHLには52の研究室があり、ポスドク研究者を含む600名以上の研究スタッフが所属する。さらに、大学院生125名、管理・支援スタッフ500名を加えると、総職員数は1,200名を超える。
細胞生物学およびゲノミクス
- RNA干渉（RNAi）と小分子RNA生物学、DNA複製、RNAスプライシング、シグナル伝達、ゲノム構造、ノンコーディングRNA、ディープシーケンシング、単一細胞シーケンシングと解析、幹細胞の自己複製と分化、クロマチン動態、構造生物学、高度プロテオミクス、質量分析、先端顕微鏡技術。

がん研究
- 研究対象の主ながん種：乳がん、前立腺がん、血液がん（白血病、リンパ腫）、骨髄異形成症候群、メラノーマ、肝臓がん、卵巣がん・子宮頸がん、肺がん、脳腫瘍、膵臓がん。
- 研究の焦点：薬剤耐性、がんゲノミクス、腫瘍微小環境、がん代謝、哺乳類細胞における増殖制御、転写および転写後の遺伝子制御。

神経科学
- スタンレー認知ゲノミクス研究所(Stanley Institute for Cognitive Genomics)では、統合失調症、双極性障害、大うつ病性障害の遺伝的背景を調べるためにディープシーケンシング等の技術を活用。
- スウォーツ認知神経メカニズムセンター(Swartz Center for the Neural Mechanisms of Cognition)では、精神・神経変性疾患における機能不全を理解するため、正常な脳の認知機能を基準として研究。その他の研究対象：自閉症の遺伝学、哺乳類脳のマッピング、意思決定の神経相関。

植物生物学
- 植物ゲノムのシーケンシング、エピジェネティクスと幹細胞運命、幹細胞シグナリング、植物と環境の相互作用。トウモロコシ、イネ、小麦など主要作物の収量向上や、トマトなど開花植物の果実収量向上に向けた遺伝的アプローチを探る。その他のプロジェクトには、水生植物の遺伝学によるバイオ燃料開発や、全米科学財団のiPlant Collaborativeサイバーインフラ構築における主導的役割も含まれる。これらの研究の多くは、近隣のCSHL Uplands Farm（12エーカーの農場）で行われており、専門スタッフが作物やシロイヌナズナ(Arabidopsis)を育成・研究している。

シモンズ定量生物学センター(Simons Center for Quantitative Biology)
- ゲノムのアセンブリと検証、数理モデリングとアルゴリズム開発、集団遺伝学、応用統計学と機械学習、生物医学テキストマイニング、計算ゲノミクス、クラウドコンピューティングとビッグデータ解析。

COVID-19研究
- CSHL、ユタ大学医療センター、PEEL Therapeutics、ワイル・コーネル医科大学の研究者らは、COVID-19における好中球細胞外トラップ(NETs)の機能を検討するため、33人の入院患者からの血液サンプルや剖検組織を収集した。NETs は、免疫系が一部の病原体に対して利用する防御機構の一形態。

## 教育プログラム
サイエンスと教育の拠点としてのCSHLは、研究機関であると同時に、広範な教育的使命も担っている。
大学院（CSHL School of Biological Sciences）
- 設立年：1998年
- 学位：Ph.D.（博士号）を授与
- 特長：すべての学生に対して研究費が全額支給される。
- 修了目標：4〜5年以内での博士号取得を推奨。
- 関連プログラム
  - 学部研究プログラム（URP）：1959年設立、優秀な大学生向け。
  - Partners for the Future プログラム：1990年設立、優秀な高校生向け。

会議・講習プログラム（CSHL Meetings & Courses Program）
- 年間来訪者数：世界中から約8,500人の研究者が訪問。
- ミーティング：年~25件、主に未発表の最新研究成果を共有。それぞれのミーティングは隔年開催。
- コース：年~30件、最新技術を学ぶ機会。それぞれのコースは年1回開催。
- Cold Spring Harbor Symposium シリーズ：毎年開催（第二次世界大戦中の3年間を除く1933年以降継続）：遺伝学、ゲノミクス、神経科学、植物生物学の分野で重要な研究者の交流の場。

バンバリー・センター・ミーティング (Banbury Center　Meetings)
- 年~20件、少人数・招待制による討論型ミーティング。

DNAラーニングセンター（DNA Learning Center）
- 設立年：1988年
- 目的：中高生に対する実践的な遺伝学実験教育を提供する先駆的施設。
- 2013年の実績：ロングアイランドおよびニューヨーク市の生徒約31,000人が DNALC およびそのサテライト施設で実習を体験。高校生物教員9,000人以上が教員研修プログラムに参加。

コールド・スプリング・ハーバー出版（Cold Spring Harbor Laboratory Press）
- 学術誌：7誌 (Genes & Development; Genome Research; Learning & Memory, etc)
- 書籍：190冊以上
- 実験マニュアル・プロトコール集
- オンラインプレプリントサービス(bioRxiv)

## 予算
運営予算（2015年）は1億5,000万ドルであり、そのうち1億ドル以上が研究活動に充てられている。
研究予算の内訳
- がん研究：50%
- 神経科学：25%
- ゲノミクスおよび定量生物学：15%
- 植物科学：10%

研究資金の主な調達源
- 連邦政府（主に国立衛生研究所［NIH］および国立科学財団［NSF］）：34%
- 補助活動（会議・出版など）：26%
- 個人による寄付：22%
- 基金（エンドウメント）：10%
- 企業支援：3%

## 歴史
CSHL の前身は、1890年に始まった生物学研究所 (The Biological Laboratory) である。これは、大学や高校の教師が動物学、植物学、比較解剖学、自然科学を学ぶための夏季教育プログラムとして発足したものであり、ユージーン・ブラックフォード (Eugene Blackford) とフランクリン・フーパー (Franklin Hooper) の提案によって実現した。1904年には、隣接地にカーネギー研究所（Carnegie Institution of Washington）が実験進化学ステーション (The Station for Experimental Evolution) を設立、1921年には遺伝学部門 (Department of Genetics) として再編された。
1910年から1939年にかけて、この研究所は優生学記録局（Eugenics Record Office [ERO]）の本拠地となった。この機関は、当時の著名なアメリカ人優生学者チャールズ・ダベンポート（Charles B. Davenport）と彼の助手ハリー・ラフリン (Harry H. Laughlin) によって運営された。ダベンポートはカーネギー研究所の部門長を1934年の退任まで務めた。ERO の研究成果は、1924年の「国家起源法（移民法）」の成立にも影響を与え、ハリー・ラフリンは、南欧や東欧からの移民が英国やドイツからの移民に比べて劣等であると証言した。ダベンポートはまた、1925年に国際優生学組織連盟 (International Federation of Eugenics Organizations) を設立し、その初代会長となった。1935年、カーネギー研究所は ERO の外部レビューを実施し、その結果、ERO はすべての活動を中止するよう命じられた。最終的に1939年には資金提供が打ち切られ、ERO は閉鎖された。ERO によって作成された報告書や図表、系図などは、当時、科学的事実として扱われたが、現在ではその多くが否定されている。今日、CSHL は ERO の文書、書簡、遺物をすべて保存・公開しており、教育や歴史研究のために利用できるようアーカイブに保管し、オンラインやマルチメディア形式でもアクセス可能としている。
カーネギー研究所時代には、以下のような研究が行われた。
- 1908年：ジョージ・H・シュル (George H. Shull) がトウモロコシの雑種強勢（heterosisあるいは hybrid vigor）を発見。これは現代の農業遺伝学の基礎となった。
- 1916年：クラレンス・C・リトル (Clarence C. Little) が、がんの遺伝的要素を実証した最初期の科学者の一人となった。
- 1928年：E. カールトン・マクドウェル (E. Caeleton MacDowell) が、自然発症性白血病をもつマウス系統(C58)を発見。これはがん研究のマウスモデルの初期例となった。
- 1933年：オスカー・リドル (Oscar Riddle) が、乳分泌ホルモンであるプロラクチンを単離。
- ウィルバー・スウィングル (Wilbur Swingle) はアジソン病治療に使われる副腎皮質ホルモンの発見に関与。
- 1941年、ミリスラヴ・デメレック (Milislav Demerec) が研究所長に就任した。彼は、微生物遺伝学を研究の中心に据え、遺伝子の生化学的機能の解明を目指す研究路線が始まった。第二次世界大戦中には、ペニシリンの大量生産への貢献も行われた。
- 同年から、インディアナ大学のサルバドール・ルリア (Salvador Luria)、ヴァンダービルト大学のマックス・デルブリュック (Max Delbruck)、ワシントン大学のアルフレッド・ハーシー (Alfred Hershey) の3名が中心となり、「ファージグループ(Phage group)」と呼ばれる夏季研究会が始った。これは、バクテリオファージ（細菌ウイルス）を用いて、遺伝子の本質に迫ろうとする試みであった。
- 1945年には、デルブリュックによる「ファージコース(Phage course)」が開始され、若きジェームズ・ワトソン (James D. Watson) にも大きな影響を与えた。
- 分子生物学のパイオニアたちが集った Cold Spring Harbor Symposia（CSHシンポジウム）は、1951年、1953年、1956年、1961年、1963年、1966年などに開催され、分野横断的な知識交流の場となった。1953年夏のシンポジウムでは、ワトソンが DNA の二重らせん構造を初めて公に発表した。

1962年には、生物学研究所とカーネギー研究所遺伝学部門が正式に合併し、コールド・スプリング・ハーバー定量生物学研究所 (Cold Spring Harbor Laboratory of Quantitative Biology) となった。1970年には、コールド・スプリング・ハーバー研究所 (Cold Spring Harbor Laboratory) が正式名称となった。

## リーダーシップ
ジョン・ケアンズ (John Cairns) は、統合された CSHL の初代所長となった。カーネギー研究所からの継続的な資金援助が打ち切られ、研究所は深刻な財政難に直面したが、ケアンズは研究所を安定化させ、施設の改修と整備を推進した。1968年に所長退任後、1973年までCSHL に在籍した。その後、イギリス・ロンドン郊外ミルヒルにある Imperial Cancer Research Fund へと移った。在任中には、大腸菌における DNA 複製の重要な実験を行った。
ジェームズ・ワトソン (James D. Watson) は、1968年以降、35年間の長きにわたり所長 (Director) および会長 (President) を務め、CSHLを現代分子生物学の中核機関として大きく発展させた。1968年の就任後、彼は研究の中心をがん研究に据え、腫瘍ウイルス研究グループを創設、連邦政府からの大型研究資金の獲得にも成功した。これにより CSHL は財政的に安定し、がん研究能力の大幅な拡充が図られた。さらに、ノーベル賞を共に受賞したフランシス・クリックに触発されて、1980年代後半からは脳と精神疾患の研究を本格的に開始した。1990年にはアーノルド＆メイベル・ベックマン研究棟が完成し、1999年にはマークス神経科学研究棟も開設された。1994年に所長職を退き、会長職に就任。2004年には名誉総長 (Chancellor) に就任した。2007年、人種と知能に関する人種差別的発言により CSHL から職務停止処分を受け、管理職を解任された。2019年、ワトソンが再び人種とIQに関連性があると発言したことにより、CSHL は彼の名誉職をすべて剥奪した。2020年には、CSHL 内のワトソン生物科学大学院 (Watson School of Biological Sciences) の名称から彼の名前が削除された。
ブルース・スティルマン (Bruce Stillman) は、1994年から所長、2003年からは会長として研究所を率いている。スティルマンは生化学者・がん研究者であり、1991年には、DNA 複製の起点を認識する Origin Recognition Complex(ORC) の発見とその分子機構の解明に成功し、高く評価された。スティルマンの指揮のもとで、CSHL は大規模な施設拡張を遂げ、その規模は就任当初の約3倍に成長した。2009年には Hillside Campus に6棟の連結研究棟が完成し、がん研究や神経科学に加え、定量生物学 (quantitative biology) の新プログラムが発足。これにより、数学・計算科学・統計学・物理学の専門家を生物学の問題解決に招き入れる基盤が整備された。

## ノーベル賞受賞者
ジェームズ・ワトソン (James D. Watson) 
- 1953年、フランシス・クリック (Francis Crick) とともにDNA二重らせんモデルを提唱[13]。
- 1962年、フランシス・クリックおよびモーリス・ウィルキンス (Maurice Wilkins) とともに、DNAの二重らせん構造の発見によりノーベル生理学・医学賞を受賞[14]。

アルフレッド・ハーシー（Alfred Hershey）
- 1952年、いわゆるブレンダー実験（ハーシー-チェイスの実験）を行い、DNAが遺伝物質であることを実証[15]。
- 1969年、サルバドール・ルリア (Salvador Luria) およびマックス・デルブリュック (Max Delbruck) とともにノーベル生理学・医学賞を受賞[16]。

バーバラ・マクリントック（Barbara McClintock）
- 1944年、ジャンピング遺伝子（転移因子、トランスポゾン）の存在を発見。
- 1983年、ノーベル生理学・医学賞を単独受賞[17]。

リチャード・ロバーツ（Richard J. Roberts）
- 1977年、遺伝子が不連続（スプライシングによって調節される）であることを発見[18]。
- 1993年、フィリップ・シャープ（Phillip Sharp）とともにノーベル生理学・医学賞を受賞[19]。

キャロル・グライダー（Carol Greider）
- 1985年、エリザベス・ブラックバーン (Elizabeth Blackburn)とともにテロメラーゼを発見[20]。
- 2009年、エリザベス・ブラックバーンおよびジャック・ショスタク (Jack Szostak)とともにノーベル生理学・医学賞を受賞[21]。

## 脚註
1. ↑  “Cold Spring Harbor Laboratory | 2012 Annual Report”. 2014年3月14日時点のオリジナルよりアーカイブ。2014年3月14日閲覧。
2. ↑  “Cancer Centers Program - Cancer Centers”. 2014年2月23日時点のオリジナルよりアーカイブ。2014年3月14日閲覧。
3. ↑  Horace Freedland Judson, The Eighth Day of Creation: The Makers of the Revolution in Biology (Simon & Schuster, 1979), esp. pp. 65-69; also: 44-46; 53; 57-58; 62; 70; 82; 185; 232; 239; 247; 273; 321; 368; 392; 454; 458-59; 572-73.
4. ↑  See Thomson Reuters Essential Science Indicators, . The ranking is based on average citation frequency of faculty research papers published between January 2002 and December 2012, including 96.94 citations for each CSHL paper on average.
5. ↑  “Top 10 academic institutions in 2018: normalized” (英語). Nature. (2019-06-19). doi:10.1038/d41586-019-01924-x.
6. ↑  WebServices. “CSHL Facts & Figures - About Us”. 2014年3月22日時点のオリジナルよりアーカイブ。2014年3月14日閲覧。
7. ↑  Examples include: Francis Collins, M.D., Ph.D., current director of the U.S. National Institutes of Health: ; Nobel laureate Sydney Brenner: ; Nobel laureate Eric Kandel, M.D., referring to the institutional setting of CSHL's graduate school: ; See also:  R. Sanders Williams, "Sputnik, Slime Molds, and Botticelli in the Making of a Physician-Scientist," in David A. Schwartz, ed., Medicine, Science and Dreams: The Making of Physician-Scientists (Springer, 2010, p. 103.)
8. ↑  Dagnia Zeidlickis. “CSHL Cold Spring Harbor Laboratory and North Shore-LIJ announce strategic affiliation to accelerate benefits of cancer research to patients - News & Features”. 2015年10月31日時点のオリジナルよりアーカイブ。2015年10月16日閲覧。
9. ↑  “Archived copy”. 2015年9月23日時点のオリジナルよりアーカイブ。2014年3月21日閲覧。
10. ↑  “Nobel-winning biologist apologizes for remarks about blacks”. CNN (2007年10月18日). 2025年7月24日閲覧。
11. ↑  “Statement by Cold Spring Harbor Laboratory addressing remarks by Dr. James D. Watson in "American Masters: Decoding Watson"”. Cold Spring Harbor Laboratory (2019年1月11日). 2025年7月24日閲覧。
12. ↑  “CSHL trustees vote on future of graduate school”. Cold Spring Harbor Laboratory (2020年7月3日). 2025年7月24日閲覧。
13. ↑  Watson, J. D.; Crick, F. H. C. (April 25 1953). “Molecular structure of nucleic acids; a structure for deoxyribose nucleic acid”. Nature 171 (4356):  737–738. doi:10.1038/171737a0. PMID 13054692.
14. ↑  “The Nobel Prize in Physiology or Medicine 1962”. NobelPrize.org.   Nobel Prize Outreach AB. 2025年7月24日閲覧。
15. ↑  Hershey, A. D.; Chase, M. (May 1952). “Independent functions of viral protein and nucleic acid in growth of bacteriophage”. Journal of General Physiology 36 (1):  39–56. doi:10.1085/jgp.36.1.39. PMID 12981234.
16. ↑  “The Nobel Prize in Physiology or Medicine 1969”. NobelPrize.org. 2025年7月24日閲覧。
17. ↑  “The Nobel Prize in Physiology or Medicine 1983”. NobelPrize.org. 2025年7月24日閲覧。
18. ↑  Chow, L. T.; Gelinas, R. E.; Broker, T. R.; Roberts, R. J. (September 1977). “An amazing sequence arrangement at the 5' ends of adenovirus 2 messenger RNA”. Cell 12 (1):  1–8. doi:10.1016/0092-8674(77)90180-5. PMID 902310.
19. ↑  “The Nobel Prize in Physiology or Medicine 1993”. NobelPrize.org. 2025年7月24日閲覧。
20. ↑  Greider, C. W.; Blackburn, E. H. (1985). “Identification of a specific telomere terminal transferase activity in Tetrahymena extracts”. Cell 43 (2 Pt 1):  405–413. doi:10.1016/0092-8674(85)90170-9. PMID 3907856.
21. ↑  “The Nobel Prize in Physiology or Medicine 2009”. NobelPrize.org.   Nobel Prize Outreach AB. 2025年7月24日閲覧。